# Zarina Yussof-Guy
Zarina Yussof-Guy (ur. 3 sierpnia 1994) – australijska zapaśniczka. Brązowa medalistka mistrzostw Wspólnoty Narodów w 2011. Mistrzyni Oceanii w 2014 roku.